# ألسو
ألسو راليفوفنا أبراموفا (الروسية:Алсу́ Рали́фовна Абра́мова ؛ تترية: سيريلية Алсу Рәлиф кызы Абрамова، لاتينية Alsu Rälif qızı Abramova؛ ولدت ألسو راليفوفنا سافينا في 27 يونيو 1983) مغنية روسية، معروف فنياً باسم ألسو , شاركت في مسابقة الأغنية الأوروبية 2000 , وحلت في المركز الثاني ما أعطاها شهرة أكبر في جميع أنحاء أوروبا. ألسو قدمت الحفل مسابقة الأغنية الأوروبية 2009 النهائي مع إيفان أورغانت التي عقدت في موسكو.

## نشأتها
ولدت ألسو في بوغولما، الجمهورية التتارية ذاتية الحكم الاشتراكية السوفياتية، الجمهورية الروسية السوفيتية الاتحادية الاشتراكية، الاتحاد السوفيتي.

## روابط خارجية
- ألسو على موقع IMDb (الإنجليزية)
- ألسو على موقع ميوزك برينز (الإنجليزية)
- ألسو على موقع أول ميوزيك (الإنجليزية)
- ألسو على موقع ديسكوغز (الإنجليزية)
- ألسو على موقع قاعدة بيانات الفيلم (الإنجليزية)
- ألسو على موقع كينوبويسك (الروسية)

- الموقع الرسمي
- ألسو التسجيلات من ديسكاغز.كوم